# Koolhoven F.K.55

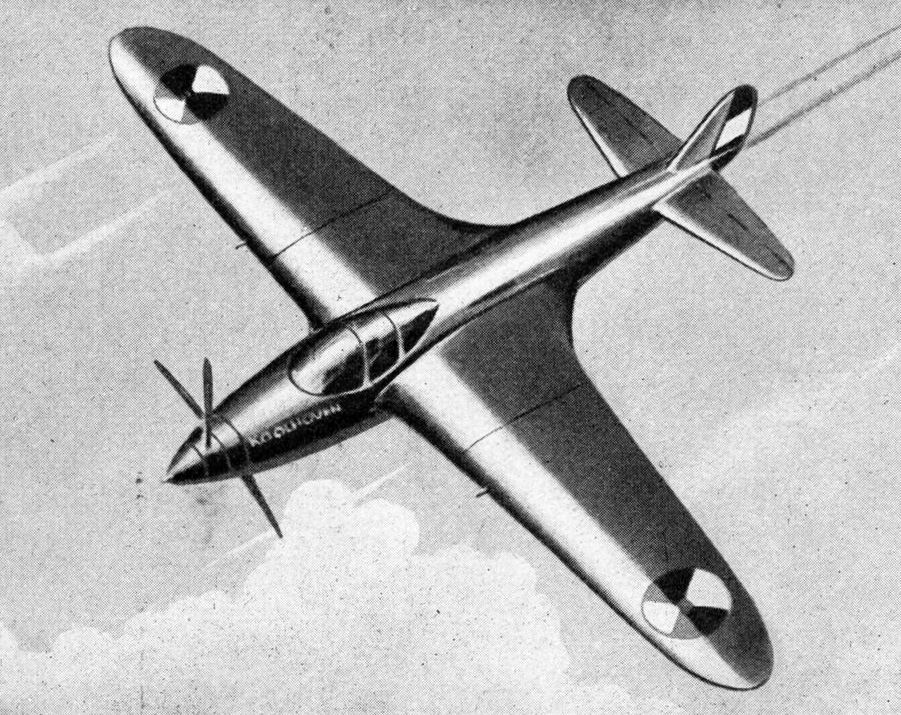
Koolhoven F.K.55

De Koolhoven F.K.55 was een eenzitter jachtvliegtuig met een vooruitstrevend ontwerp van Frits Koolhoven. Het was uitgerust met twee contraroterende propellers en een centraal geplaatste motor achter de cockpit. De romp was geconstrueerd van metaal. De vleugels en staartvlakken van hout. 

## Ontwerp en historie
Tijdens de Parijse Luchtvaartsalon in 1936 was het statische showmodel van de F.K.55 een blikvanger. Bij de praktische uitwerking van het radicale ontwerp kwamen echter een aantal problemen aan het licht. De centrale plaatsing van de motor leverde problemen op met het zwaartepunt. Bovendien bleken de extra lange schroefas en benodigde dubbelpropeller-tandwielkast zwaarder dan gedacht. Het uiteindelijke prototype werd aanzienlijk aangepast ten opzichte van het oorspronkelijke ontwerp.
Het prototype heeft op 30 juni 1938 tussen start en landing slechts enkele minuten gevlogen. Het bleek dat de centraal geplaatste motor met 860 pk onvoldoende vermogen had. Ondanks plannen om een krachtiger motor met 1200 pk in te bouwen werd het F.K.55 project nog in hetzelfde jaar stopgezet.

## Specificaties
- Type: F.K.55
- Ontwerper: Frits Koolhoven
- Bemanning: 1
- Rol: Jachtvliegtuig
- Lengte: 9,25 m
- Spanwijdte: 9,60 m
- Hoogte: 2,60
- Leeggewicht: 1600 kg
- Maximum gewicht: 2208 kg

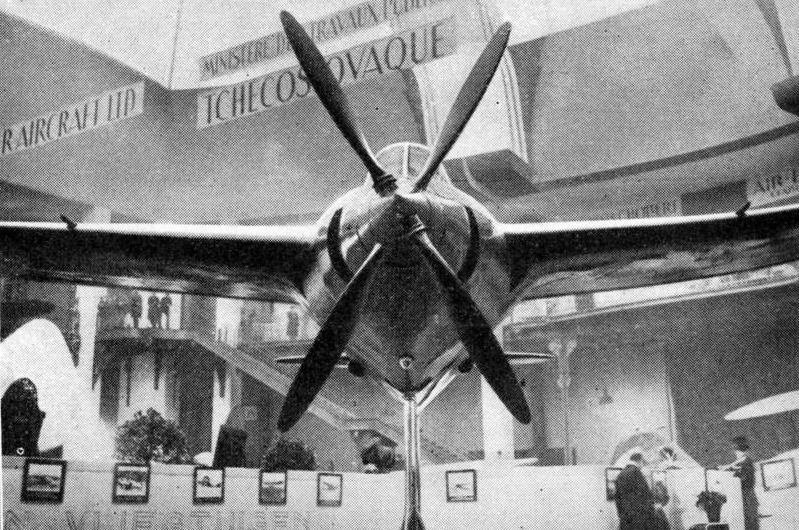
Koolhoven F.K. 55 op de Parijse Luchtvaartsalon in 1936

- Motor: 1 × Lorraine 12Hrs Pétrel watergekoelde V-12, 860 pk
- Propeller: 2 contraroterende propellers
- Eerste vlucht: 30 juni 1938
- Aantal gebouwd: 1 (prototype)

Prestaties
- Maximumsnelheid: 510 km/u
- Kruissnelheid: 450 km/u
- Klimsnelheid: 13,1 m/s
- Vliegbereik: 850 km

Bewapening
- 1 x 20 mm Madsen kanon. Voorwaarts vurend door holle schroefas.
- 4 x 7,7 mm machinegeweer in de vleugels